# District de Zhenxing
Pour les articles homonymes, voir Zhenxing (homonymie).
Le district de Zhenxing (chinois simplifié : 振兴区 ; pinyin : Zhènxīng qū) est un district urbain de la ville-préfecture de Dandong, dans la province du Liaoning en Chine.
Il comporte le Pont cassé du Yalou, un pont, enjambant le Yalou, et reliant la Chine à la Corée-du-Nord, partiellement détruit, en raison d'un bombardement américain, lors de la guerre de Corée, ainsi qu'un pont ferroviaire, permettant de relier la Chine à la Corée, situé sur la ligne Pékin-Pyongyang.